# Eudistoma gracilum
Eudistoma gracilum är en sjöpungsart som beskrevs av Kott 1990. Eudistoma gracilum ingår i släktet Eudistoma och familjen Polycitoridae. Inga underarter finns listade i Catalogue of Life.